# كالوم
كالوم هي محافظة فرعية حضرية في منطقة كوناكري في غينيا وواحدة من خمسة في العاصمة كوناكري. تضم كالوم وسط مدينة كوناكري. اعتبارا من عام 2014 كان عدد سكانها 62675 نسمة.
عندما أُنشأت الخطوط الجوية غينيا، كان مكتبها الرئيسي في كالوم. 

## معرض الصور

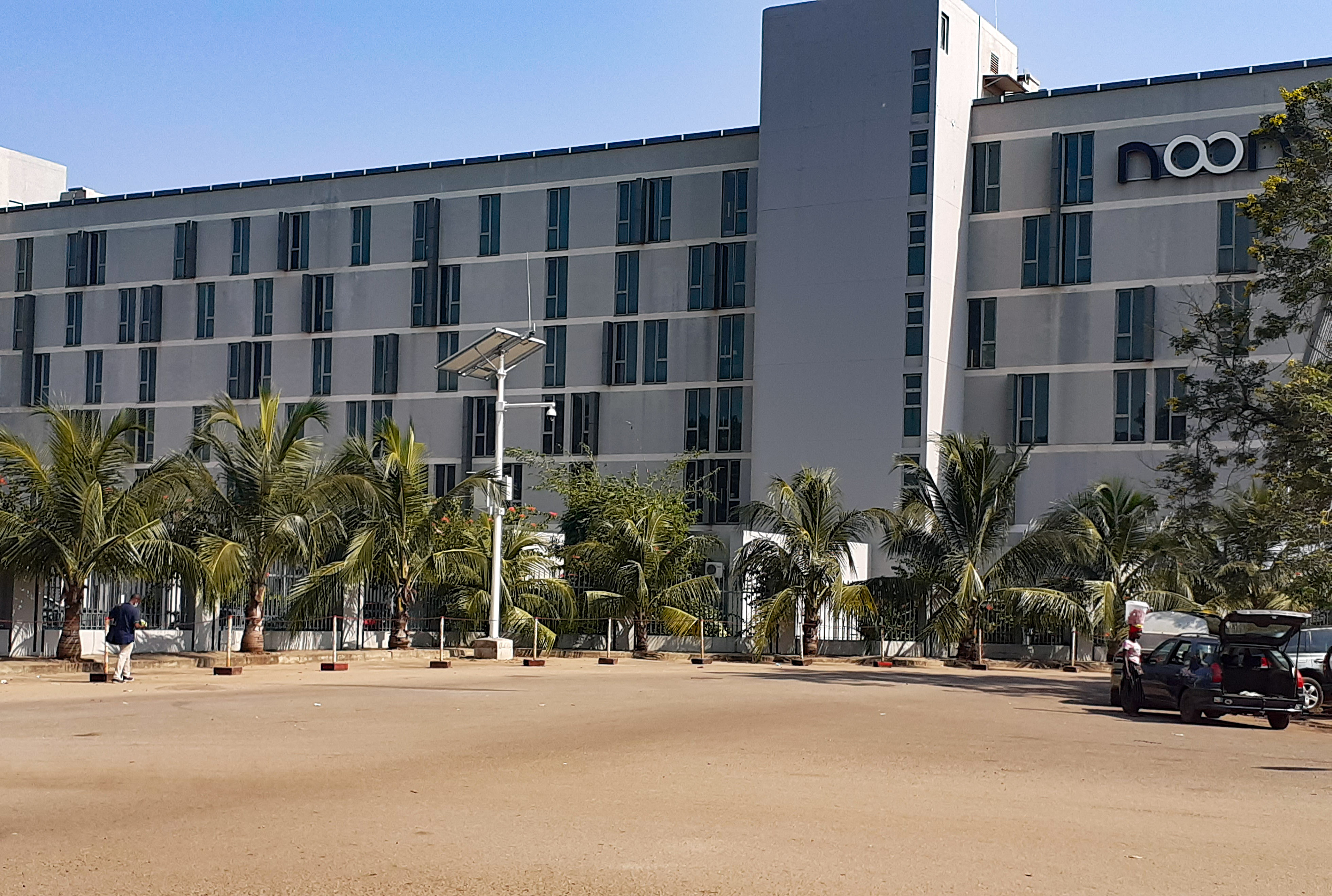
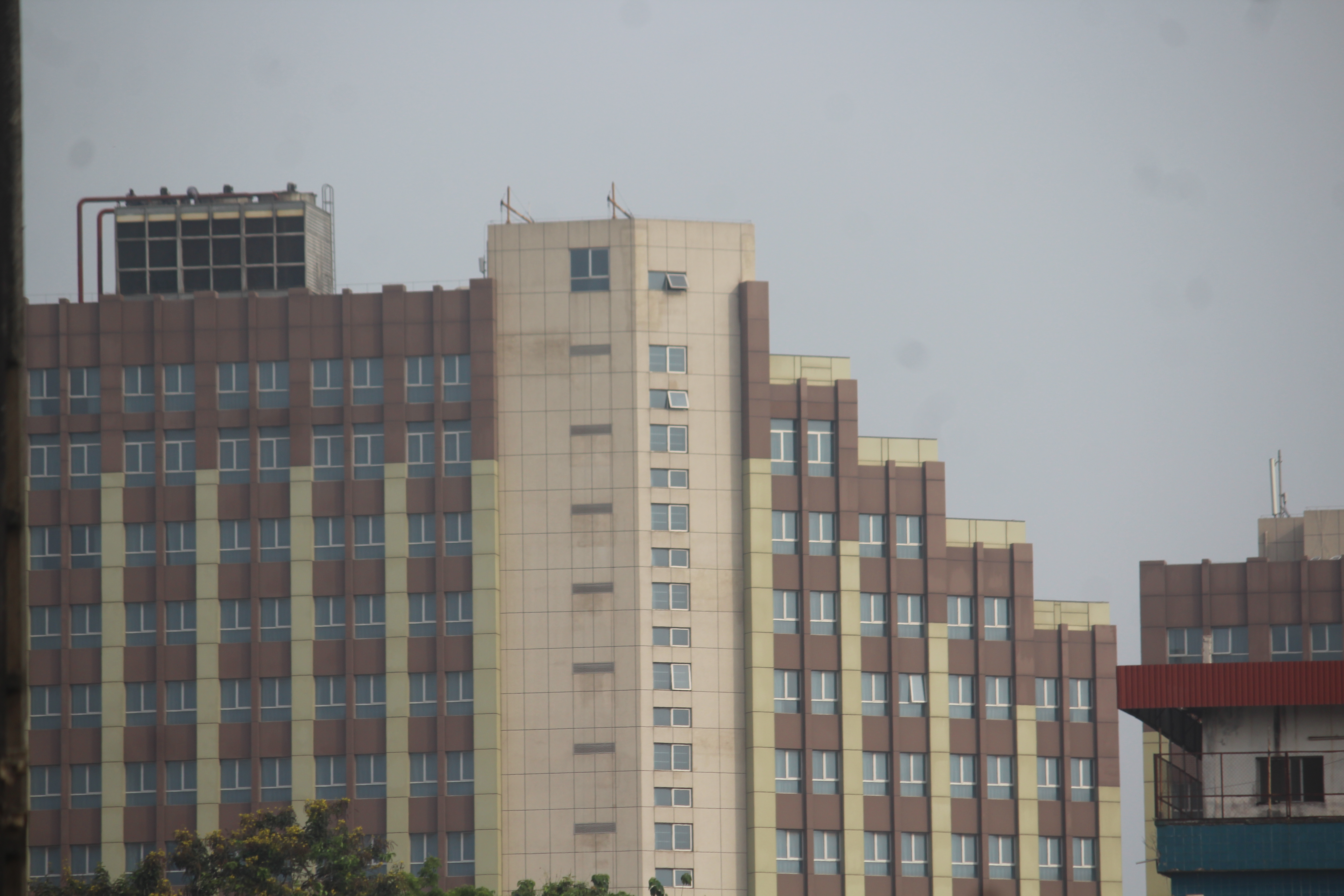
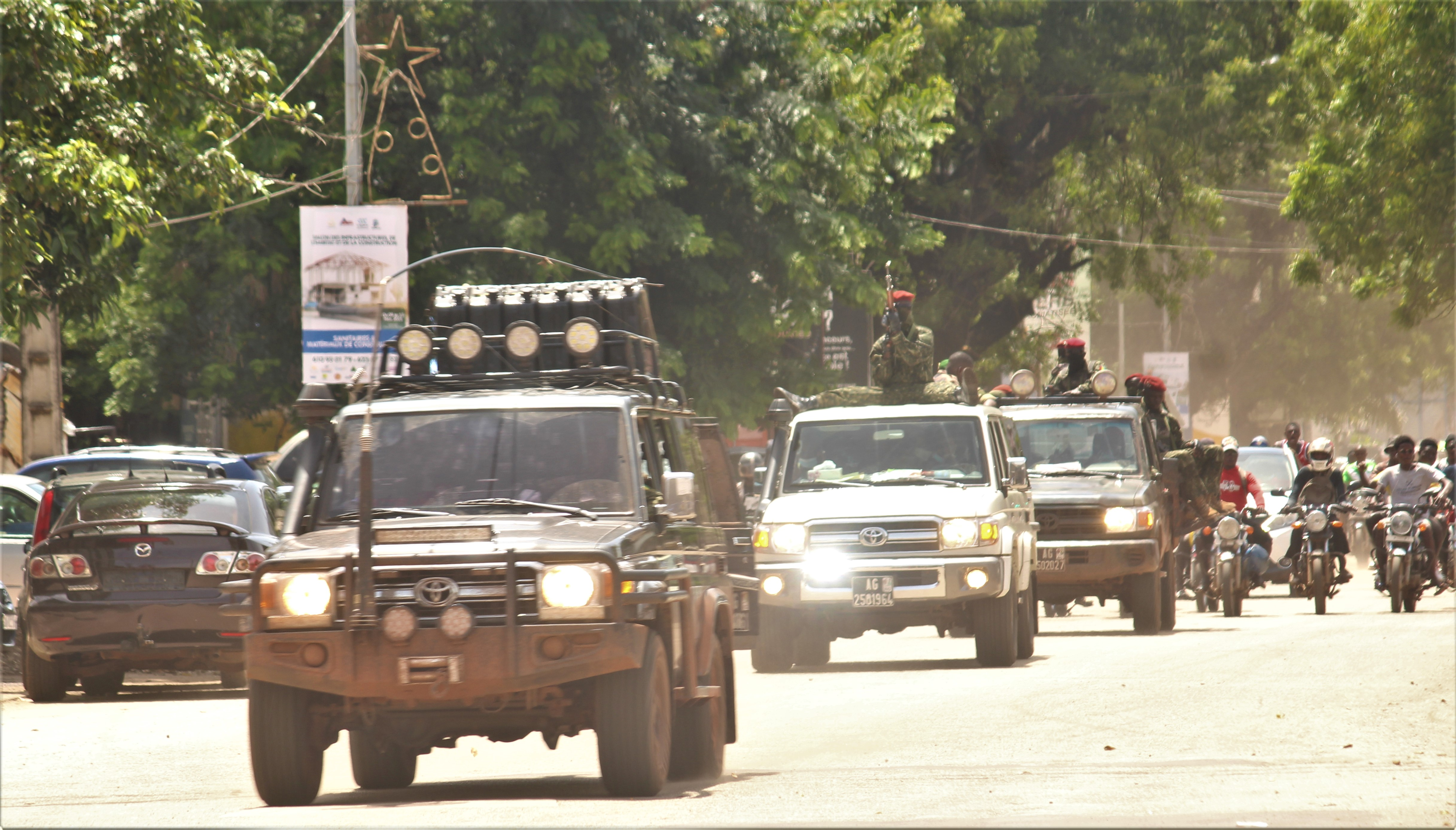
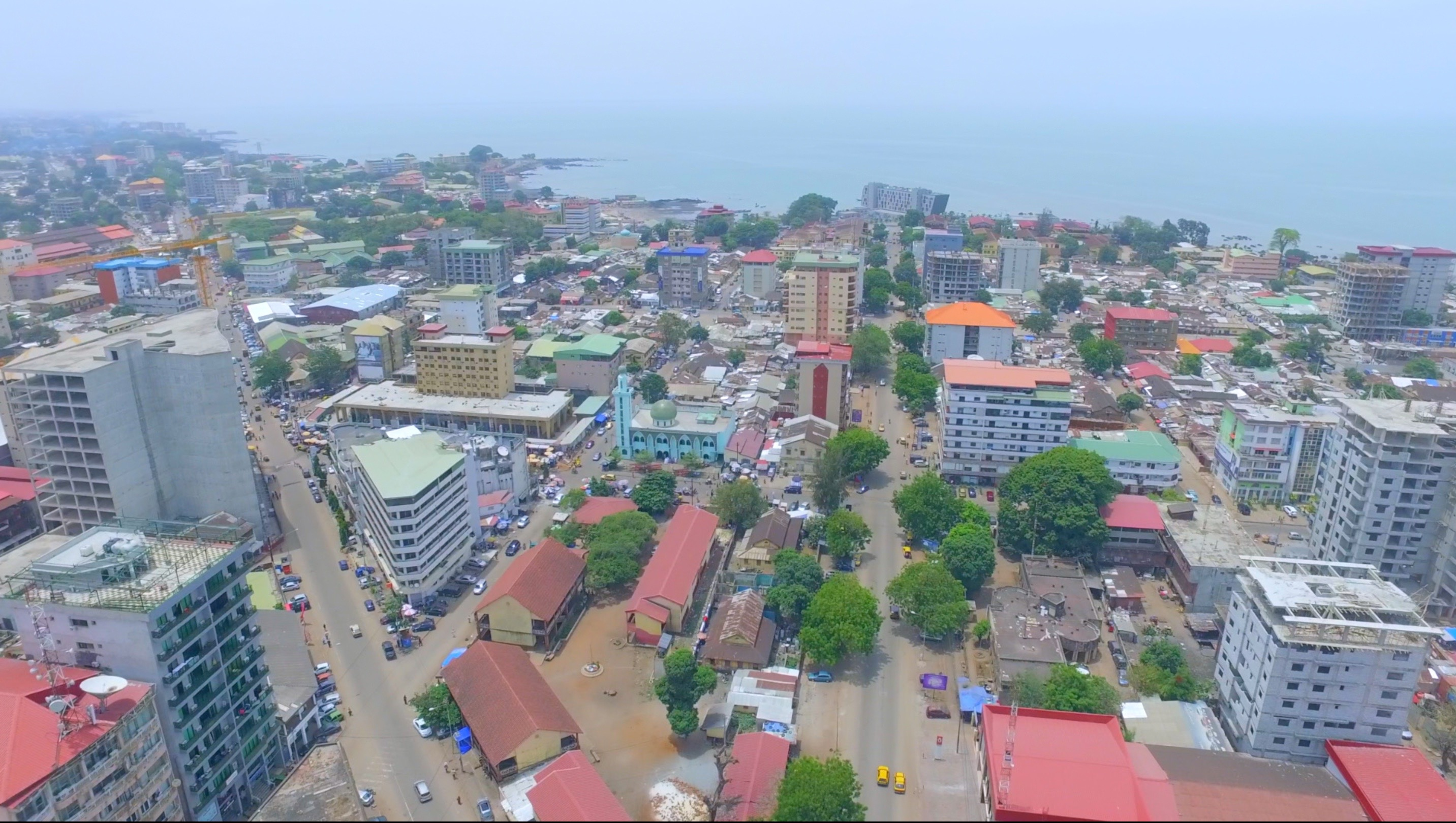